# Brocton (Illinois)
Brocton es una villa ubicada en el condado de Edgar en el estado estadounidense de Illinois. En el Censo de 2010 tenía una población de 322 habitantes y una densidad poblacional de 215,09 personas por km².

## Geografía
Brocton se encuentra ubicada en las coordenadas 39°42′56″N 87°56′1″O / 39.71556, -87.93361. Según la Oficina del Censo de los Estados Unidos, Brocton tiene una superficie total de 1.5 km², de la cual 1.5 km² corresponden a tierra firme y (0%) 0 km² es agua.

## Demografía
Según el censo de 2010, había 322 personas residiendo en Brocton. La densidad de población era de 215,09 hab./km². De los 322 habitantes, Brocton estaba compuesto por el 98.14% blancos, el 0% eran afroamericanos, el 0.62% eran amerindios, el 0% eran asiáticos, el 0.31% eran isleños del Pacífico, el 0% eran de otras razas y el 0.93% pertenecían a dos o más razas. Del total de la población el 1.24% eran hispanos o latinos de cualquier raza.